# زهير أبو شايب
زهير ياسر قاسم أبو شايب (1958) شاعر فلسطيني. ولد في دير الغصون في طولكرم. خرّيج جامعة اليرموك بقسم اللغة العربية سنة 1982. عمل مدرّسًا للّغة العربية في اليمن، ثم مصممّا في الغرافيك لعدد من دور النشر العربية. له عدة دواوين شعرية ومؤلفات.

## سيرته
ولد زهير ياسر قاسم أبو شايب سنة 1958 في دير الغصون بقضاء طولكرم ونشأ بها. حصل على بكالوريوس في اللغة العربية وآدابها من جامعة اليرموك سنة 1982.

عمل مدرّسًا للّغة العربية في اليمن في سنة 1985، ويعمل منذ تخرجه في مجال التصميم والغرافيك في المؤسسة العربية للدراسات والنشر. تولّى إدارة التحرير في كلٍّ من مجلة أوراق الفصلية التي تصدرها رابطة الكتّاب الأردنيين في 1995 حتى 1997، ومجلة القصيدة التي صدر منها عدد واحد. ويرأس التحرير في مجلة الروزنة التي يُصدرها اتحاد المرأة الأردنية منذ 2010. فهو كان عضواً في الهيئة الإدارية لللرابطة الکتاب لعدة دورات، وهو عضو فيها، وشغل منصب نائب رئيس الرابطة في فترة 2007-2009، وهو أيضًا عضو في الاتحاد العام للأدباء والكتاب العرب.

## مهنته الأدبية
في رأي صبحي حديدي أنّ أبو شايب « ينتمي إلى قلّة قليلة من الشعراء العرب المعاصرين، الذين امتلكوا بصمة أسلوبية رفيعة الأداء وناضجة الأدوات. وهذه لا تعزّز صوته الخاصّ بقوّة بين أقرانه، فحسب؛ بل تفضي كذلك إلى إطلاق تجربة ثرّة لا تكفّ عن الارتقاء، وترسّخ صوتاً شخصياً يتميّز بقوّة داخل المشهد، رغم أنه لا ينفصل عن خيرة تقاليد الكتابة الشعرية العربية، ولا ينعزل عن تفاعلاتها في آن معاً.»

## جوائزه
- 2012: جائزة محمود درويش للحرية والابداع في دورتها الثالثة مع جليلة بكار.[6]

## مؤلفاته
من دواوينه الشعرية:
- جغرافيا الريح والأسئلة، 1986
- دفتر الأحوال والمقامات، 1987
- سيرة العشب، وقال لي أنت معنى الكون كله، 1997
- ظل الليل، 2011
- مطر سري، 2016

من كتبه:
- بياض أعمى، مسرحية، 1987
- ثمرة الجوز القاسية، مقالات في الشعر والكتابة، 2007

## وصلات خارجية
- في موقع أرشيف المجلات